# Fazıl Küçük
Pour les articles homonymes, voir Küçük.
Fazıl Küçük (faˈzɯl kyˈt͡ʃyk), né le 14 mars 1906 à Nicosie et décédé le 15 janvier 1984 à Londres a été le premier vice-président de la république de Chypre.

## Biographie
Fazıl Küçük, fils d'un fermier, a fait des études de médecine à l'université d'Istanbul, à Lausanne et à Paris. Après être rentré à Chypre en 1937, il commence à pratiquer, mais son intérêt pour la politique l’amène rapidement à devenir une voix pour les droits des Chypriotes turcs. En 1941, Küçük fonde le journal Halkin Sesi (La Voix du Peuple) et devient le rédacteur en chef. En raison de sa campagne contre l'administration coloniale britannique lors de la Palmerocratie, son journal n'a pas reçu de permis pour la publication jusqu'en 1942, le journal est toujours publié à ce jour.
En 1945, il est l'un des fondateurs de la Kıbrıs Adası et de la Türk Azınlık Kurumu(Association de la minorité turque de l'île de Chypre - connu sous le nom de KATAK). L'objectif du parti est de promouvoir le bien-être social, économique et politique-être du peuple chypriote turc. En raison de désaccords avec certains de ses membres, Küçük rompt avec le KATAK et établi le Kıbrıs Türk Milli Birlik Partisi (Parti de l'Union nationale chypriote turc).
En 1959, il participe aux conférences de Londres et Zurich pour la création d'une république indépendante de Chypre, Küçük représente la communauté chypriote turque et réussit à obtenir les garanties constitutionnelles pour celle-ci. Le 3 décembre, il est élu vice président de la nouvelle République. Malgré les tentatives des Chypriotes grecs de modifier la constitution pour équilibrer les pouvoirs des deux communautés en fonction de la démographie de l'île et la montée des tensions qui aboutissent à une situation proche de la guerre civile, Küçük et les représentants Chypriotes turcs sortent du gouvernement. Il poursuit cependant son rôle de représentation des intérêts chypriotes turcs jusqu'en 1973, avant d'être mis à l'écart par Rauf Denktaş, qui le remplace au poste de vice-président de la République.
Il décède dans un hôpital de Westminster, moins d'un an après la déclaration unilatérale d'indépendance de la république turque auto-proclamée de Chypre du Nord.